# Modèle de Nice
Le modèle de Nice est un scénario décrivant la formation et l'évolution du Système solaire. Il est nommé ainsi, car il fut initialement développé en 2005 à l'Observatoire de la Côte d'Azur, à Nice en France,. Il propose que les planètes géantes aient migré depuis une configuration initiale compacte vers leurs positions actuelles, longtemps après la dissipation du disque de gaz protoplanétaire. En cela, ce scénario diffère des modèles plus anciens de formation du Système solaire. Cette migration planétaire est utilisée dans les simulations dynamiques du Système solaire pour expliquer les événements historiques, tels que le bombardement massif tardif du Système solaire interne, la formation du nuage d'Oort, l'existence des populations de petits corps du Système solaire incluant la ceinture de Kuiper, les astéroïdes troyens de Jupiter et de Neptune et le nombre des objets en résonance transneptunienne dominés par Neptune. Il parvient à expliquer nombre des situations observées au sein du Système solaire, et à ce titre, il est aujourd'hui largement accepté comme le modèle le plus réaliste connu, pour expliquer l'évolution du Système solaire. Il n'est cependant pas universellement accepté au sein des planétologues. Il ne parvient notamment pas à expliquer complètement la formation du système de satellites extérieurs et la ceinture de Kuiper (voir ci-dessous).

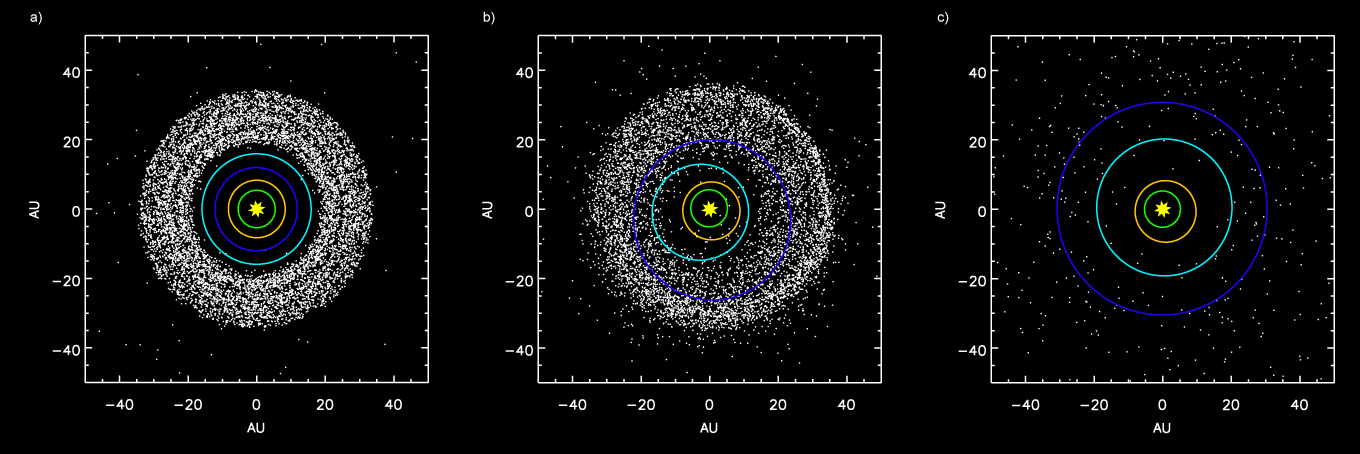
Simulation montrant les planètes extérieures et la ceinture planétésimale :
a) configuration initiale, avant que Jupiter et Saturne n'atteignent la résonance 2:1.
b) Éparpillement des planétésimaux dans le Système solaire interne après le changement de l'orbite de Neptune (bleu foncé) et d'Uranus (bleu clair).
c) éjection de planétésimaux par les planètes.

## Description
Le cœur du modèle de Nice est un triplet d'articles publiés dans la revue scientifique généraliste Nature en 2005 par une collaboration internationale de scientifiques : Rodney Gomes (Rio de Janeiro, Brésil),  Hal Levison (Boulder, Colorado), Alessandro Morbidelli (Nice, France) et Kleomenis Tsiganis (Thessaloniki, Grèce),,. Dans ces publications, les quatre auteurs  proposent qu'après la dissipation du gaz et de la poussière du disque solaire primordial, les quatre géantes gazeuses (Jupiter, Saturne, Uranus et Neptune) étaient, à l'origine, placées sur des orbites quasi circulaires à des distances d'environ 5,5 à 17 unités astronomiques (au), donc bien plus proches et plus compactes qu'à présent. Un disque dense et large de petits planétésimaux de roches et de glaces, représentant au total environ 35 masses terrestres, s'étendait de l'orbite de la plus lointaine géante jusqu'à quelque 35 au.
Si l'on examine l'évolution de ce système planétaire, on constate que les planétésimaux du bord intérieur du disque passent occasionnellement à proximité des géantes gazeuses, et que leurs orbites en sont modifiées sous l'effet de l'assistance gravitationnelle. Les planètes intérieures se dispersent en échangeant leurs moments cinétiques avec la majorité des petits corps glacés qu'ils rencontrent, ce qui a pour conséquence d'éloigner les planètes vers l'extérieur pour préserver le moment angulaire global du système. Ces planétésimaux se dispersent de la même façon lors de leurs rencontres successives, se déplaçant progressivement des orbites de Saturne, Uranus et Neptune vers l'extérieur. Malgré le mouvement instantané, chaque échange du moment cinétique peut entraîner que, par accumulation, ces planétésimaux fassent migrer les orbites des planètes de façon significative. Ce processus se poursuit jusqu'à ce que les planétésimaux interagissent directement avec la plus massive et la plus intérieure des planètes géantes, Jupiter, dont l'immense gravité les envoie sur des orbites très elliptiques, ou les éjecte même littéralement du Système solaire. Cela amène, en revanche, Jupiter à se déplacer légèrement vers l'intérieur.
Le faible taux de rencontre orbitale gouverne l'allure à laquelle les planétésimaux s'échappent du disque, et le taux de migration correspondant. Après plusieurs centaines de millions d'années d'une migration lente et graduelle, Jupiter et Saturne, les deux plus importantes planètes géantes, franchissent leur résonance orbitale 1:2. Cette résonance accroît leurs excentricités orbitales et déstabilise entièrement le système planétaire. La disposition des planètes géantes se modifie alors rapidement et considérablement. Jupiter déplace Saturne jusqu'à sa position actuelle, et cette délocalisation cause des rencontres gravitationnelles mutuelles entre Saturne et les deux autres géantes de glaces (Neptune et Uranus), qui sont propulsées sur des orbites bien plus excentriques. Ces deux géantes creusent alors des sillons dans le disque externe, dispersant des dizaines de milliers de planétésimaux depuis leurs orbites jadis stables vers le Système solaire extérieur. Cette perturbation disperse quasiment entièrement le disque primordial, le dépossédant de 99 % de sa masse, un scénario qui explique l'absence actuelle d'une dense population d'objets transneptuniens. Certains de ces planétésimaux sont jetés dans le Système solaire interne, produisant un soudain afflux d'impacts sur les planètes telluriques : le grand bombardement tardif.
Finalement, les planètes géantes atteignent leurs orbites actuelles (demi-grand axe  fixé) et les frictions dynamiques avec le reste du disque planétésimal réduisent leurs excentricités et rendent les orbites d'Uranus et de Neptune à nouveau circulaires.
Dans presque 50 % des modèles initiaux de Tsiganis et al., Neptune et Uranus échangent aussi leur ordre après un milliard d'années (un cinquième de l'âge du Système solaire). Toutefois, les résultats ne correspondent à une équirépartition de la masse dans le disque protoplanétaire, et ne rendent compte de la masse des planètes que si l'interversion a bien eu lieu.

## Principaux traits du Système solaire
Pour étudier l'évolution du Système solaire, des simulations numériques ont donc été effectuées.
Selon les conditions initiales programmées, les simulations dynamiques ont établi la formation de populations d'objets épars ayant des caractéristiques différentes. En étudiant les différentes configurations initiales possibles les astrophysiciens observent d'importantes variations dans la taille des populations, et les propriétés orbitales de leurs membres. Prouver un modèle d'évolution du début du Système solaire est ardu, puisque cette évolution ne peut être directement observée. Néanmoins, le succès de tout modèle dynamique peut être jugé en comparant les prévisions de population à partir des simulations aux observations astronomiques de ces populations. À l'heure actuelle, les modèles informatiques du Système solaire, qui sont configurés avec les conditions initiales du scénario de Nice correspondent le mieux à de nombreux aspects du Système solaire observé.

### Bombardement tardif
La liste et les caractéristiques des cratères de la Lune et de notre Terre sont l'un des témoignages forts qui attestent du bombardement massif tardif : une intensification du nombre d'impacteurs, environ 600 millions d'années après la formation du Système solaire. Le nombre de planétésimaux qui auraient atteint la Lune selon le modèle de Nice est cohérent avec la liste et la chronologie des cratères d'impacts observés sur la Lune pendant le grand bombardement tardif.

### Corps troyens et astéroïdes de la ceinture principale
Durant la période faisant suite à la résonance 2:1 entre Jupiter et Saturne, des perturbations orbitales combinées aux influences gravitationnelles des géantes qui migraient, auraient rapidement déstabilisé tout groupe troyen préexistant sur les points de Lagrange L4 et L5 de Jupiter et de Neptune. Durant cette période également, la région co-orbitale troyenne est dite « dynamiquement ouverte ». Selon le modèle de Nice, les planétésimaux quittant le disque perturbé croisent cette région en grand nombre, pour l'occuper temporairement. À la fin de la période d'instabilité orbitale, la région Troyenne est « dynamiquement fermée », elle capture alors les planétésimaux qui y sont présents. Les populations troyennes actuelles ont été acquises parmi ces planétésimaux dispersés de la ceinture primordiale. La population simulée a le même angle de libération, la même excentricité et les larges inclinaisons orbitales que les astéroïdes troyens de Jupiter. Leurs inclinaisons n'avaient jusqu'alors jamais été expliquées.
Ce mécanisme génère de la même façon les astéroïdes troyens de Neptune.
Un grand nombre de planétésimaux auraient également été capturés dans la partie extérieure de la ceinture principale, à une distance supérieure à 2,6 au, et dans la région du groupe de Hilda. Ces objets capturés auraient alors subi une érosion induite par des collisions, engendrant le broyage de la population en plus petits fragments qui auraient pu ensuite être déplacés par l'action du vent solaire et de l'effet YORP, éliminant plus de 90 % d'entre eux (Bottke et al.). La taille et la fréquence de distribution des populations établies par simulation à la suite de l'érosion concordent parfaitement avec les observations astronomiques. Cela suggère que les Troyens Joviens, Hildas et quelques-uns de la ceinture extérieure principale, tous les Astéroïdes de type D, sont les planétésimaux restant de cette capture et du processus d'érosion, et peut-être même la planète naine Cérès.

### Satellites du système extérieur
Toutes les populations originaires des satellites irréguliers capturées par des mécanismes traditionnels, trainées ou poussées depuis les disques d'accrétion, auraient été perdues lors de l'interaction des planètes pendant la période d'instabilité du système planétaire. Dans le modèle de Nice, un grand nombre de planétésimaux interagissent avec les planètes extérieures à cette époque, et certains sont capturés au cours d'interactions avec les planètes. La probabilité pour chaque planétésimal d'être capturé par une géante de glaces est relativement élevée, quelque 10−7. Ces nouveaux satellites pourraient être captés selon n'importe quel angle ou presque, donc, contrairement aux satellites réguliers de Saturne, Uranus et Neptune, ils ne sont pas nécessairement sur l'orbite équatoriale des planètes. L'orbite de Triton, la plus grande lune de Neptune, peut être expliquée par une capture impliquant une interaction à trois corps, perturbant un planétoïde binaire, dont Triton était le membre le moins massif (Cuk & Gladman 2005). Néanmoins, ces perturbations binaires ne seraient pas à l'origine, en général, d'un grand nombre de petits satellites irréguliers. En effet, certains satellites irréguliers pourraient avoir été échangés entre les planètes.
Les irrégularités orbitales obtenues correspondent bien avec celles des populations observées, au regard de leurs demi-grands axes, de leurs inclinaisons et de leurs excentricités, mais pas au regard de la distribution de leur taille. Les collisions subséquentes entre ces différents satellites capturés pourraient avoir créé les supposées familles d'impactés qui sont observées aujourd'hui. Ces collisions sont également nécessaires pour expliquer l'érosion et la distribution des tailles actuelles de la population.
Il n'y aurait pas eu assez d'interactions avec Jupiter dans les simulations réalisées pour expliquer le cortège des satellites irréguliers de Jupiter. Cela suggère, soit qu'il y ait eu un second mécanisme concernant cette planète, soit que les paramètres du modèle de Nice nécessitent d'être révisés.

### Formation de la ceinture de Kuiper
La migration des planètes extérieures est également nécessaire pour rendre compte de l'existence et des propriétés des régions les plus éloignées du Système solaire
À l'origine, la ceinture de Kuiper était bien plus dense et proche du Soleil, avec une périphérie située approximativement à 30 au. Sa bordure intérieure débutait probablement juste au-delà de l'orbite Uranus et de Neptune, qui étaient alors bien plus proches du soleil (le plus vraisemblablement entre 15 et 20 au), et sur des orbites plus ou moins diamétralement opposées, Uranus étant alors plus éloignée du soleil que Neptune,.
Quelques-uns des objets épars, notamment Pluton, deviennent alors gravitationnellement liés à l'orbite de Neptune, contraints à une résonance orbitale.
Le modèle de Nice explique de manière privilégiée la place actuelle de la ceinture de Kuiper en résonance orbitale avec Neptune, particulièrement la résonance 2:5. Au moment où Neptune migre vers l'extérieur, elle s'approche d'objets de la proto-ceinture de Kuiper, capturant certains d'entre eux dans différentes résonances et en envoyant d'autres sur des orbites chaotiques. On soupçonne que les objets épars ont été placés sur leurs positions actuelles par des interactions avec des résonances temporaires lors de la migration de Neptune.
Cependant, le modèle de Nice ne parvient toujours pas à rendre compte de bon nombre des caractéristiques de cette distribution. Il peut rendre compte des populations chaudes (populations des objets placés sur des orbites fortement inclinées) de la ceinture de Kuiper, mais pas de la faible inclinaison des populations froides.
Les deux populations ne possèdent pas seulement des orbites différentes, mais des compositions différentes, la population froide est nettement plus rouge que la chaude, ce qui suggère qu'elle a été formée dans une région différente. La population chaude est censée s'être formée près de Jupiter, et s'être fait éjecter par les mouvements entre les géantes gazeuses. La population froide, elle, est supposée s'être formée plus ou moins autour de sa position actuelle, même si elle peut avoir également été par la suite balayée vers l'extérieur par Neptune au cours de sa migration. Citant l'un des articles scientifiques, « les problèmes continuent de défier les techniques analytiques et la simulation informatique par des matériels et des logiciels plus performants ».

### Disque épars et nuage d'Oort
Les corps dispersés par Jupiter sur des orbites très elliptiques expliqueraient la formation du nuage d'Oort et les corps dispersés sur des orbites moins elliptiques par la migration de Neptune auraient selon ce modèle formé la ceinture de Kuiper actuelle en dispersant le disque.